# 劇団東京イボンヌ
劇団東京イボンヌは日本の劇団。2007年10月、「無伴奏」で旗揚げ。「クラシックと舞台の融合」をコンセプトに活動する演劇集団である。

## 過去公演
- 第1回公演「無伴奏」
- 第2回公演「ブレス」
- 第3回公演「喫茶シャコンヌ」
- 第1回企画公演「午後の銀河」
- 第4回公演「シューマンに関すること」
- 第5回公演「無伴奏」
- 第6回公演「イッヒリーベディッヒ」
- 第7回公演「ショパンの馬鹿！！！～別れの夜～」
- 第2回企画公演「歌と朗読で贈る愛の花束」
- 第8回公演「酔いどれシューベルト」
- 第9回公演「俺の兄貴はブラームス」
- 第10回公演「モーツァルトとマリー・アントワネット」
- 第3回企画公演「コンサートと無伴奏」
- 第11回公演「ドヴォルザークの新世界」
- 第12回公演「酔いどれシューベルト」
- 第13回公演「モルディブの星、モルディブの月」
- 第14回公演「無伴奏～消えたチェリスト」
- 第15回公演「無伴奏～消えたチェリスト」
- 第16回公演「酔いどれシューベルト」